# Верхньо-Кайрактинський рудник
Верхньо-Кайрактинський рудник — підприємство гірничорудної промисловості у Карагандинській області Казахстану.
У 1945-му в Шетському районі відкрили, а потім у 1950-х роках розвідали унікальне за запасами Верхньо-Кайрактинске вольфрамове родовище (з певним обсягом молібденового зруднення на нижніх горизонтах). У 1986 році керівництво СРСР видало наказ про спорудження тут Верхньо-Кайрактинского гірничо-металургійного комбінату з плановим річним видобутком руди на рівні 31 млн тонн. При цьому для дослідно-експериментальної розробки задіяли збагачувальне виробництво колишнього Кайрактинського рудника, який добував свинцево-баритові руди. У 1987 році, після переробки 500 тисяч тонн руди зробили висновок, що покладені в основу проєкту технологічні показники не підтверджуються (причиною були як склад руди, так і певна невідповідність модернізованої збагачувальної фабрики). Як наслідок, прийняли рішення провести додаткові дослідження.
Проміжним рішенням стала прискорена розробка розташованого неподалік меншого вольфрамового родовища Північний Катпар, на якому до розпаду СРСР встигли довести кар'єр до глибини у 40 метрів. Що стосується Верхньокайрактинського родовища, то в підсумку встановили, що отриманню продукції відповідної якості найбільше перешкоджає висока мінералізація місцевих вод, а тому проєкт скоригували в напрямі відправки концентрату на Целінний гірничо-хімічний комбінат, який раніше переробляв уранові руди, а тепер мав перейти на роботу з вольфрамом. До кінця 1991-го встигли побудувати залізницю до Верхньо-Кайрактинського родовища і розпочати будівництво першої черги збагачувальної фабрики, після чого роботи припинились.
Наприкінці 2010-х оголосили, що казахська державна компанія «Тау-Кен Самрук» за участі китайських інвесторів знову візьметься за освоєння родовищ Верхньо-Rайрактинське та Північний Катпар. На цей час їхні запаси в перерахунку на триоксид вольфраму оцінювались у 1,37 млн тонн (з них 1,26 млн тонн у Верхньо-Кайрактинському). Станом на 2023-й планували спорудження кар'єру для розробки Північного Катпару потужністю 3 млн тонн руди на рік та збагачувальної фабрики, яка б могла щорічно випускати 5,5 тис. тонн паравольфрамата амонію (зі вмістом триоксиду вольфраму у 88 %), а також 1 тис. тонн молібденового та 400 тонн вісмутового концентратів. При балансових запасах руди в 48 млн тонн термін служби кар'єру на Північному Катпарі оцінювався у 18 років, а його глибина мала досягнути 380 метрів. Також велись проєктні роботи по кар'єру на Верхньо-Кайрактинському родовищі, з якого до глибини у 176 метрів розраховували отримати 126 млн тонн руди.